# Дърво (структура от данни)
Вижте пояснителната страница за други значения на Дърво.
Дърво (или дървовидна структура) в програмирането е рекурсивна структура от данни, която се състои от върхове, които са свързани помежду си с ребра. За дърветата са в сила твърденията:
- Всеки връх може да има 0 или повече преки наследници (деца).
- Всеки връх има най-много един баща. Съществува точно един специален връх, който няма предшественици – коренът (ако дървото не е празно).
- Всички върхове са достижими от корена, т.е. съществува път от корена до всички тях.

В практиката често се налага да работа със съвкупност от обекти (данни). Данните, организирани в т. нар. структура от данни, позволяват обработване, така че това да доведе до подобрение качеството на работа с тях. Понякога се добавят елементи, понякога се премахват, друг могат да бъдат подредени по специфичен начин. В програмирането дървото е често използвана структура от данни, която изобразява по естествен начин всякакви йерархии от обекти и тяхната взаимосвързаност.

## Терминология
- Корен – най-важният връх в дървото; няма предшественици
- Родител – предшественик на наследник
- Братя – върхове с общ родител
- Непряк наследник – връх, който не е пряк наследник
- Дете – пряк наследник
- Прародител – връх, който е непряк родител
- Вътрешен връх – връх, който има и родител, и дете
- Външен връх (или листо) – връх, който няма наследници
- Ребро – пряка връзка между два върха
- Път – поредица от ребра между върховете
- Дължина на път – брой на ребрата, свързващи върховете
- Дълбочина на връх – дължината на пътя от корена до върха
- Височина на дърво – максималната дълбочина
- Гора – съвкупност от несвързани дървета

## Описание
Дървото се състои от върхове, а линиите посредством които са свързани се наричат ребра. Върхът, който има наследници (деца), но няма родители (предшестеници) се нарича корен (root). Всеки друг връх може да има родител, както и 0 или повече деца. Коренът може да достигне всеки един връх. Абстрактното разстояние от корена до всяко едно разклонение и всеки връх се нарича път. Един връх не може да има повече от един родител. Следователно в едно дърво не може да има затворен кръг.

## Тип на данните срещу структура на данните
Съществува разлика между едно дърво като абстрактен тип данни и като конкретна структура от данни, аналогично на разграничението между списък и свързан списък. Като тип данни, дървото има стойност и деца, като и самите деца са дървета; стойността и децата на дървото се интерпретират като стойността на коренът и на поддървета на синовете на коренът. За да се даде възможност на крайните дървета, списъкът на децата трябва да бъде празен (в този случай дърветата може да не бъдат празни), или дърветата да бъдат празни, в този случай списъкът на децата може да бъде с определени размери, каквито пожелаем.
Като структура от данни, свързано дърво е група от възли (върхове), където всеки възел има стойност и списък с препратки към други възли (наследници). Тази структура данни определя насочена графика,[a], защото може да има цикли или няколко препратки към един и същи възел, както свързания списък може да има цикъл. Следователно не може две препратки да сочат към един и същи възел (всеки възел има точно по 1 родител с изключение на корена) и дърво което нарушава това е „корумпирано“.
Поради използването на препратки към дървета в свързано дърво-структура от данни. Дърветата са често имплицитно обсъждани, приемайки се, че те са представлявани от препратки към корена, тъй като това е често прилагана практика. Например, вместо празно дърво, може да няма препратки:дървото никога не е празно, но препратките към него могат да не съществуват.

## Двоично дърво
Дърво, в което броят на наследниците на върховете е 0, 1 или 2, се нарича двоично дърво. Преките наследници на всеки връх са два в този случай, затова единият се нарича ляв наследник, а другият – десен наследник (може и празно множество). Те от своя страна са корени съответно на лявото поддърво и на дясното поддърво на техния родител.
Има няколко основни операции при двоичните дървета: добавяне, изтриване, търсене, обхождане. Примерите по-долу са написани на Java.

Двоичното дърво в Java изглежда по този начин:
```
public
 
class
 
Node
 
{

    
private
 
int
 
data
;

    
private
 
Node
 
left
;

    
private
 
Node
 
right
;

    
private
 
Node
 
parent
;

    

    
public
 
int
 
getData
()
 
{

        
return
 
this
.
data
;

    
}

    
public
 
void
 
setData
(
int
 
data
)
 
{

        
this
.
data
 
=
 
data
;

    
}

    
public
 
Node
 
getLeft
()
 
{

        
return
 
this
.
left
;

    
}

    
public
 
void
 
setLeft
(
Node
 
left
)
 
{

        
this
.
left
 
=
 
left
;

    
}

    
public
 
Node
 
getRight
()
 
{

        
return
 
this
.
right
;

    
}

    

    
public
 
void
 
setRight
(
Node
 
right
)
 
{

        
this
.
right
 
=
 
right
;

    
}

    

    
public
 
Node
 
getParent
()
 
{

        
return
 
this
.
parent
;

    
}

    

    
public
 
void
 
setParent
(
Node
 
parent
)
 
{

        
this
.
parent
 
=
 
parent
;

    
}

}

```

### Добавяне
Добавянето на елемент в двоично дърво е операция, която има логаритмична сложност по отношение на размера на дървото. Всеки елемент в двоичното дърво има добре определена позиция, затова първо трябва да намерим къде трябва да го поставим, а после и да го направим. Следва и примера за добавяне:
```
public
 
void
 
insert
(
int
 
data
)
 
{

    
root
 
=
 
insert
(
root
,
 
data
,
 
null
);

}

private
 
Node
 
insert
(
Node
 
current
,
 
int
 
data
,
 
Node
 
parent
)
 
{

    
if
 
(
current
 
==
 
null
)
 
{

        
current
 
=
 
new
 
Node
();

        
current
.
setData
(
data
);

        
current
.
setLeft
(
null
);

        
current
.
setRight
(
null
);

        
current
.
setParent
(
parent
);

    
}
 
else
 
if
 
(
data
 
<
 
current
.
getData
())
 
{

        
current
.
setLeft
(
insert
(
current
.
getLeft
(),
 
data
,
 
current
));

    
}
 
else
 
{

        
current
.
setRight
(
insert
(
current
.
getRight
(),
 
data
,
 
current
));

    
}

    
return
 
current
;

}

```

### Търсене
Търсенето изглежда като добавянето и отнема логаритмично време (logn).
```
public
 
Node
 
find
(
int
 
data
)
 
{

    
return
 
find
(
root
,
 
data
);

}

private
 
Node
 
find
(
Node
 
current
,
 
int
 
data
)
 
{

    
if
 
(
current
 
==
 
null
)
 
{

        
return
 
null
;

    
}

    
if
 
(
current
.
getData
()
 
==
 
data
)
 
{

        
return
 
current
;

    
}

    
return
 
find
(
data
 
<
 
current
.
getData
()
 
?
 
current
.
getLeft
()
 
:
 
current
.
getRight
(),
 
data
);

}

```

Двоичното дърво има някои интересни характеристики, позволяващи ни да намерим специални елементи много лесно. Например минималният и максималният елемент. Най-малката стойност е тази, която се намира най-вляво, а максималната – най-вдясно.
```
public
 
Node
 
findMin
()
 
{

    
Node
 
min
 
=
 
root
;

    
if
 
(
min
 
==
 
null
)
 
{

        
return
 
null
;

    
}

    

    
while
 
(
min
.
getLeft
()
 
!=
 
null
)
 
{

        
min
 
=
 
min
.
getLeft
();

    
}

    

    
return
 
min
;

}

```

### Изтриване
Изтриването на елемент от дърво е най-трудната операция. Тя също отнема logn време. Има няколко специални ситуации, които трябва да бъдат овладени:
1. Изтриване на елемент без деца – просто освобождаваме паметта.
2. Изтриване на елемент само с едно дете – промяна на указателите на родителя да сочат директно към детето на изтривания елемент и освобождаване на паметта.
3. Изтриване на елемент само с едно дете и това е КОРЕНЪТ – преместване на детето на мястото на корена и освобождаване на паметта.
4. Изтриване на елемент с две деца – това е най-сложната операция. Най-добрият начин за изпълнение е да бъдат разменени стойностите на изтривания елемент и максималната стойност на лявото поддърво или минималната на дясното поддърво (защото това ще запази характеристиките на дървото) и тогава да изтрием елемент без или с едно дете.

```
public
 
void
 
delete
(
int
 
data
)
 
{

    
root
 
=
 
delete
(
root
,
 
data
);

}

private
 
Node
 
delete
(
Node
 
startNode
,
 
int
 
data
)
 
{

    
Node
 
element
 
=
 
find
(
startNode
,
 
data
);

    
if
 
(
element
 
==
 
null
)
 
{

        
return
 
startNode
;

    
}

    
boolean
 
hasParent
 
=
 
element
.
getParent
()
 
!=
 
null
;

    
boolean
 
isLeft
 
=
 
hasParent
 
&&
 
element
.
getData
()
 
<
 
element
.
getParent
().
getData
();

    
if
 
(
element
.
getLeft
()
 
==
 
null
 
&&
 
element
.
getRight
()
 
==
 
null
)
 
{

        
if
 
(
hasParent
)
 
{

            
if
 
(
isLeft
)
 
{

                
element
.
getParent
().
setLeft
(
null
);

            
}
 
else
 
{

                
element
.
getParent
().
setRight
(
null
);

            
}

        
}

    
}
 
else
 
if
 
(
element
.
getLeft
()
 
!=
 
null
 
&&
 
element
.
getRight
()
 
==
 
null
)
 
{

        
if
 
(
hasParent
)
 
{

            
if
 
(
isLeft
)
 
{

                
element
.
getParent
().
setLeft
(
element
.
getLeft
());

            
}
 
else
 
{

                
element
.
getParent
().
setRight
(
element
.
getLeft
());

            
}

        
}
 
else
 
{

            
startNode
 
=
 
element
.
getLeft
();

        
}

    
}
 
else
 
if
 
(
element
.
getLeft
()
 
==
 
null
 
&&
 
element
.
getRight
()
 
!=
 
null
)
 
{

        
if
 
(
hasParent
)
 
{

            
if
 
(
isLeft
)
 
{

                
element
.
getParent
().
setLeft
(
element
.
getRight
());

            
}
 
else
 
{

                
element
.
getParent
().
setRight
(
element
.
getRight
());

            
}

        
}
 
else
 
{

            
startNode
 
=
 
element
.
getRight
();

        
}

    
}
 
else
 
{

        
Node
 
rightMin
 
=
 
findMin
(
element
.
getRight
());

        
element
.
setData
(
rightMin
.
getData
());

        
return
 
delete
(
rightMin
,
 
rightMin
.
getData
());

    
}

    
element
 
=
 
null
;

    
return
 
startNode
;

}

```

### Обхождане на дърво
Съществуват три типа обхождане на двоични дървета:
1. Inorder – посещаване на лявото поддърво, корена и дясното поддърво.
2. Preorder – посещаване на корена, лявото поддърво и дясното поддърво.
3. Postorder – посещаване на лявото поддърво, дясното поддърво и корена.

```
public
 
void
 
traverseTree
(
TraverseType
 
traverseType
)
 
{

    
traverseTree
(
root
,
 
traverseType
);

    
System
.
out
.
println
();

}

private
 
void
 
traverseTree
(
Node
 
current
,
 
TraverseType
 
traverseType
)
 
{

    
if
 
(
current
 
==
 
null
)
 
{

        
return
;

    
}

    
switch
 
(
traverseType
)
 
{

        
case
 
INORDER
:

            
traverseTree
(
current
.
getLeft
(),
 
traverseType
);

            
processNode
(
current
);

            
traverseTree
(
current
.
getRight
(),
 
traverseType
);

            
break
;

        
case
 
PREORDER
:

            
processNode
(
current
);

            
traverseTree
(
current
.
getLeft
(),
 
traverseType
);

            
traverseTree
(
current
.
getRight
(),
 
traverseType
);

            
break
;

        
case
 
POSTORDER
:

            
traverseTree
(
current
.
getLeft
(),
 
traverseType
);

            
traverseTree
(
current
.
getRight
(),
 
traverseType
);

            
processNode
(
current
);

        
break
;

    
}

}

```